# Julie la Rousse
Pour le film, voir Julie la Rousse (film).
Julie la Rousse est une chanson créée en 1956 par son auteur et compositeur René-Louis Lafforgue, dont l'interprétation lui vaut cette année-là le Grand Prix du disque de la chanson française de l'Académie Charles-Cros, dans la catégorie « Chanson ».

## Interprètes
Julie la Rousse est aussi notamment interprété par Philippe Clay, Anny Flore, François Deguelt, Lucien Jeunesse, Francis Lemarque, Colette Renard, Tai-Luc. Cette valse est également reprise dans différentes versions instrumentales.

## Cinéma
Un film, Julie la Rousse, inspiré par la chanson éponyme, est réalisé en 1958 par Claude Boissol.